# Osama Hajjaj
Osama Eid Hajjaj (en árabe: أسامة حجاج‎), (Amán, 9 de enero de 1973) es un dibujante caricaturista jordano especialmente conocido por reflejar en su trabajo la vida de la gente de Jordania rompiendo tabús y la situación política de Oriente Medio e internacional.

## Biografía
Osman Hajjaj nació en Amán, Jordania en 1973. Es especialmente conocido por sus caricaturas sociales y políticas rompiendo tabús. Muchos de sus trabajos han aparecido en textos y monografías y en conocidas revistas internacionales como Charlie Hebdo en Francia.
Realizó su primera exposición a los 19 años, en 1992, en la Universidad junto a otros caricaturistas.
Ha trabajado como caricaturista en varios periódicos en Jordania, como Ad-Dustour y Al Ra'i, y semanarios como Al-Bilad y Al-Mar'aa. Trabajó también para Al-Ittihad, periódico emirati. Actualmente trabaja en diario Al Arab Al Yawm y publica sus historietas en varias webs regionales e internacional, como Cagle Caricaturas y www.cartoonmovement.com.
Osama es hermano de Emad Hajjaj, también dibujante. Ambos son conscientes de los retos que implican las historietas políticas editoriales en Oriente Medio. Ambos han sido víctimas de intimidación y han recibido amenazas de muerte por su trabajo satírico, especialmente las historietas relacionadas con el Estado Islámico.  Osama fue el primer caricaturista encarcelado en Jordania, fue a causa de una caricatura sobre los Hermanos Musulmanes.

## Amenazas de muerte
En mayo de 2015 recibió varias amenazas de muerte por parte del Estado Islámico a través de las redes sociales y por correo electrónico. Las amenazas comenzaron después de que Osama publicara en su periódico (Al Rai) y en Twitter una caricatura en la que quería denunciar la opresión de las mujeres en los países donde se aplica la sharia. Las amenazas continuaron después de la publicación de otras caricaturas, como una que representa a un terrorista tomando una selfie con cabezas decapitadas, otra donde hizo hablar a Dios, y otra en que aboga por la ciencia en vez de los "lavados de cerebro".
Osama fue obligado -señala su perfil en Caricaturistas por la paz- por su actual empleador, la agencia de publicidad Rubicam & Young Advertising, a firmar una carta en la que se comprometía a no publicar caricaturas sobre religión y política. Cuando su periódico Al Rai se declaró en quiebra, esta agencia fue su única fuente de ingresos. A pesar de todo, Osama no renunció a dibujar y expresarse a través de sus caricaturas.

## Premios y reconocimientos
- 2018 Cartoon 2018 "Indifference" en la 3a Edición de los World Humor Awards-2018[10]